# Walter Zielke
Walter Zielke (* 1963 in Flensburg) ist ein deutscher Organist, Kantor, Komponist und Musikverleger.

## Leben
Zielke wuchs in Neumünster auf und studierte an der Musikhochschule Lübeck Kirchenmusik sowie an der Hochschule für Musik Detmold Orgel (Künstlerische Reifeprüfung) bei Gerhard Weinberger und Christoph Grohmann, ebenso Elementare Musikpädagogik. Weitere Studien absolvierte er bei Ewald Kooiman und Wolfgang Rübsam. 
Als Kirchenmusiker war er an der Kirche am Rockenhof in Hamburg-Volksdorf, in Brunsbüttel sowie an der Emmauskirche und an der Kirche Zu den 12 Aposteln in Hamburg-Lurup tätig. Seit 2017 wirkt er als Kantor und Organist an der Heilig-Geist-Kirche in Pinneberg.
Zielke gründete den Musikverlag AlbisMusic. Sein Schwerpunkt als Musikverleger, Komponist und Lektor liegt in der Kirchenmusik und der klassischen Orchester- und Kammermusik. Er ist Vorstandsmitglied der Pfohl-Woyrsch-Gesellschaft e.V.